# امامزاده شاه جعفر
امامزاده شاه جعفر مربوط به دوره صفوی است و در شهرستان کهگیلویه، روستای سردوه واقع شده و این اثر در تاریخ ۹ اردیبهشت ۱۳۸۲ با شمارهٔ ثبت ۸۴۱۶ به‌عنوان یکی از آثار ملی ایران به ثبت رسیده‌است.